# Сикоку-мура
Сикоку-мура (яп. 四国村) — музей под открытым небом в городе Такамацу, Япония. Музей посвящён традиционной архитектуре и быту острова Сикоку, его название означает «деревня Сикоку». Музей расположен у подножия горы Ясима. Музей открылся в 1976 году.
Коллекция музея насчитывает около тридцати зданий и объектов эпох эдо, Реставрация мэдзи и тайсё, в их числе — жилые дома, хозяйственные постройки (склады, амбары) и общественные здания. Среди примечательных объектов музея — традиционный висячий мост острова Сикоку и сельский театр кабуки из деревни Обу на острове Сёдосима, в котором время от времени проводятся спектакли.
Интересный пример наследия эпохи модернизации Японии — дом смотрителя маяка, построенный в 1871 году по проекту шотландского инженера Ричарда Генри Брантона, по проектам которого в Японии было построено двадцать шесть маяков, за что он получил прозвище «отец японский маяков».
В 2002 году на территории музея открылась выставочная галерея, построенная по проекту знаменитого современного японского архитектора Тадао Андо. В галерее можно увидеть образцы традиционного японского искусства.

## Галерея

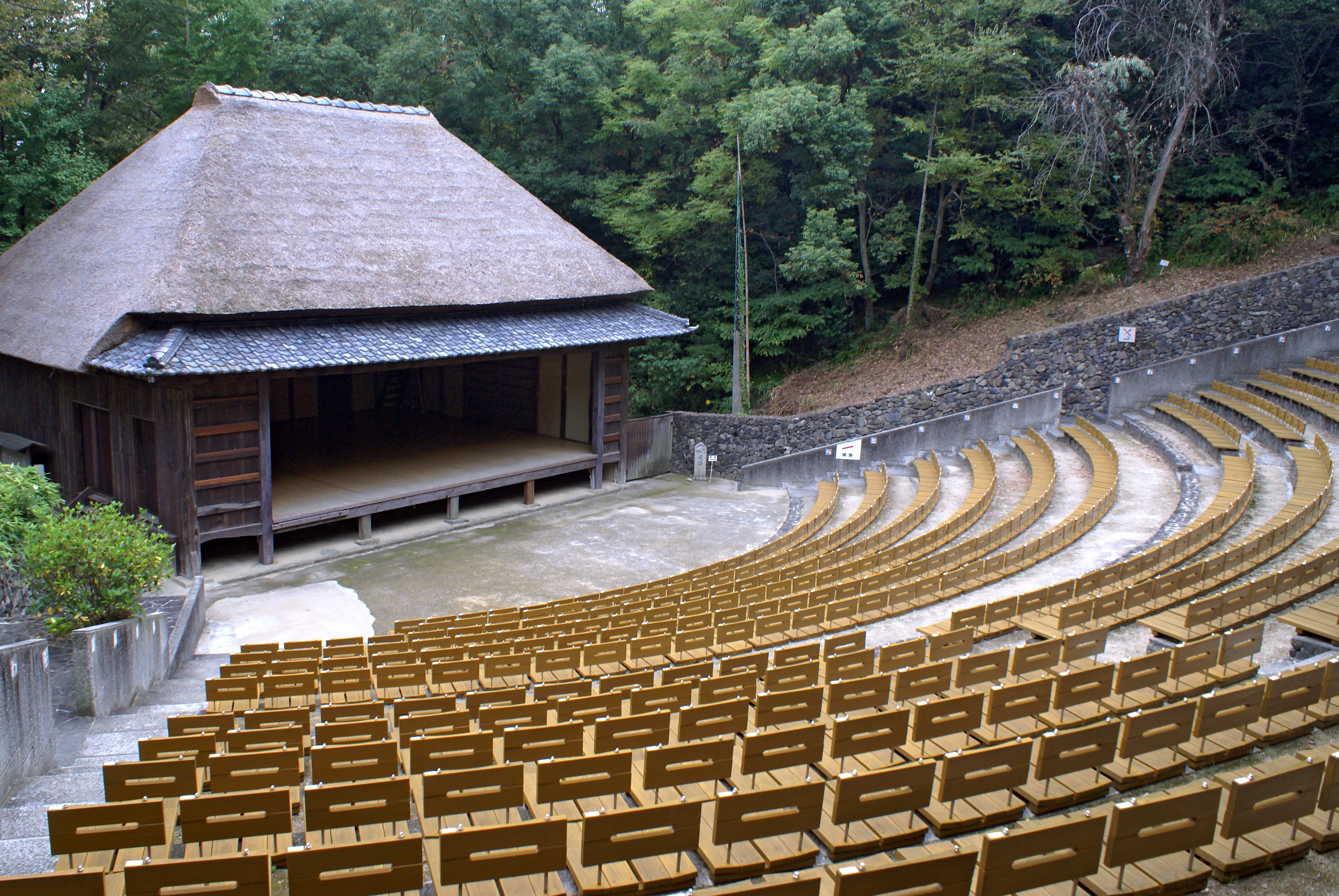
Театр
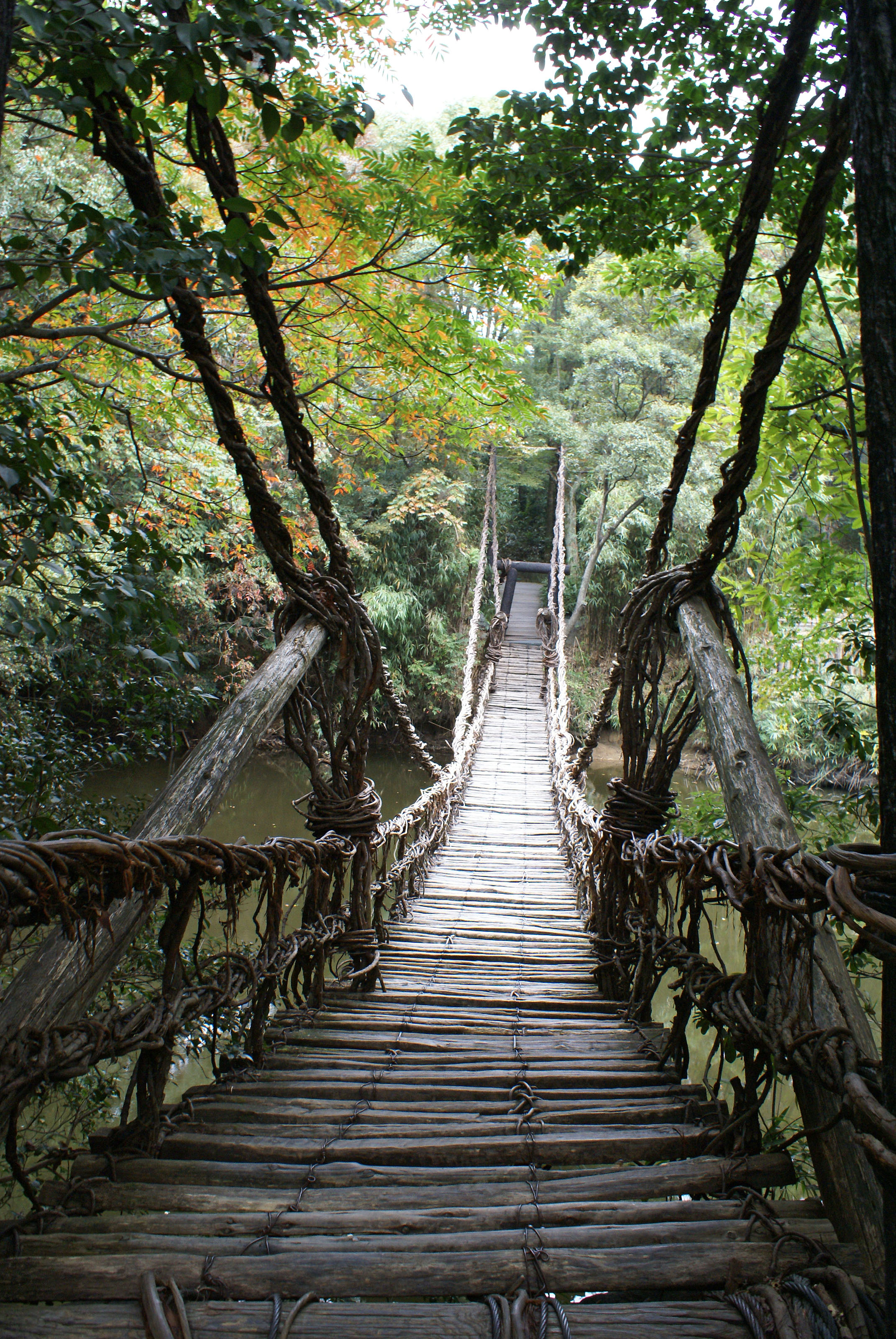
Висячий мост
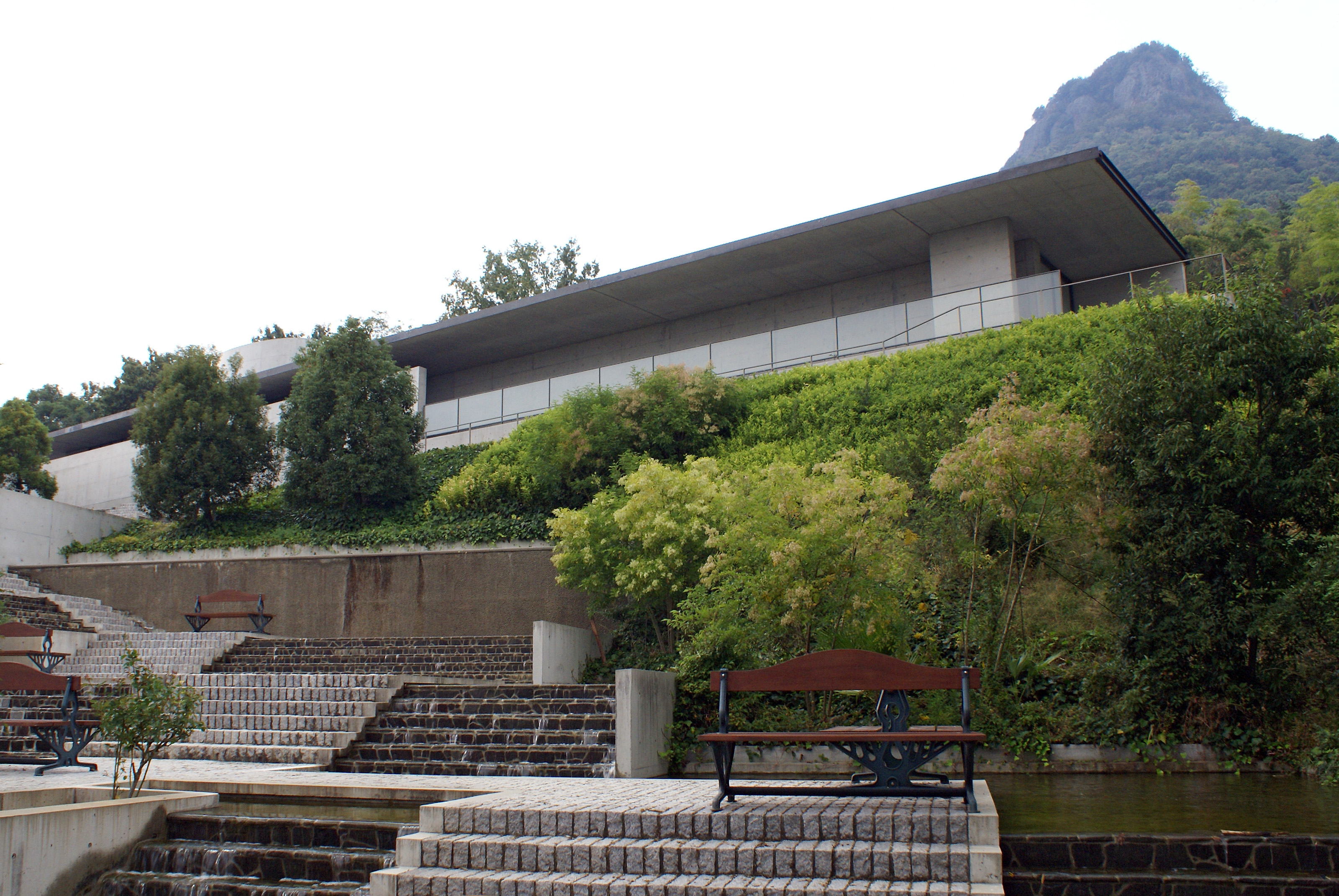
Выставочный зал (архитектор Тадао Андо)